# Station Nishiki
Station Nishiki (錦駅, Nishiki-eki) is een spoorwegstation in de Japanse stad Ōtsu. Het wordt aangedaan door de Ishiyama-Sakamoto-lijn. Het station twee sporen gelegen aan twee zijperrons. 

## Treindienst

### Keihan
| 1 | ■ Ishiyama-Sakamoto-lijn | richting Hamaōtsu en Sakamoto            |
| 2 | ■ Ishiyama-Sakamoto-lijn | richting Keihan Ishiyama en Ishiyamadera |

## Geschiedenis
Het station werd in 1913 geopend. tussen 1944 en 1959 was het station gesloten.

## Stationsomgeving
- Ōtsu Prince Hotel
- Iwai-schrijn

Ishiyamadera · Karahashimae · Keihan Ishiyama · Awazu · Kawaragahama · Nakanoshō · Zezehonmachi · Nishiki · Keihan Zeze · Ishiba · Shimanoseki · Hamaōtsu · Miidera · Bessho · Ōjiyama · Ōmijingūmae · Minami-Shiga · Shigasato · Anō · Matsunobamba · Sakamoto